# Konstanty Majeranowski
Konstanty Majeranowski pseud. i krypt.: Autor Parafianów; Autor Wiska; Bałamut; Incognito; K. M.; M.; Pielgrzym z Tęczyna; Świstek Filozoficzny; T.; Wydawca Pszczółki Krakowskiej; X. X.; Bonawentura Pleciuch(?); Joz Kar...ko...ki(?); NN.; ****ski(?); W., (ur. 1787 w  Goszczynie, zm. 16 lutego 1851 w Krakowie) – polski dziennikarz, poeta, dramato- i powieściopisarz, tłumacz i wydawca.

## Życiorys
Majeranowski twierdził, że pochodzi z krakowskiej rodziny mieszczańskiej, ale urodził się w Goszczynie w powiecie grójeckim. Początkowo służył w wojsku prawdopodobnie w 3 Pułku Ułanów, który od połowy 1809 roku stacjonował w Krakowie. Po zakończeniu służby osiadł na stałe w Krakowie. W czasach Księstwa Warszawskiego (przed rokiem 1815) piastował stanowisko kalkulatora departamentu krakowskiego, a w latach 1815–1819 pracował w Komory Celnej Królestwa Polskiego. W latach 1818–1830 pełnił funkcję urzędowego tłumacza z języka francuskiego. 
W roku 1820 był członkiem komitetu budowy mogiły T. Kościuszki. Nieco później stał się agentem na służbie gen. A. Rożnieckiego (szef tajnej policji politycznej Królestwa Kongresowego). Podczas powstania, w roku 1830, opuścił Kraków, ponieważ podejrzewano go o szpiegostwo na rzecz Rosjan. Następnie powrócił i w latach 1836–1848 był cenzorem Wolnego Miasta Krakowa. Emerytowany w roku 1848, zmarł 3 lata później (16 lutego 1851) w Krakowie.

## Działalność wydawnicza
W latach 1819–1822 redagował Pszczółkę Krakowską (oraz dodatek pt. Telegraf w 1821), od 1830 do kwietnia 1848 Gazetę Krakowską (z przerwami). Majeranowski starał się w latach 1819–1830 zdominować prasowy rynek wydawniczy w Krakowie. Wydawał on m.in.: Pszczółkę Polską (1823), Krakusa. Towarzysza Liberalnego „Pszczółki Krakowskiej” (1822), Pielgrzyma z Tęczyna (1823), Kronikę Codzienną Krajową i Zagraniczną (1823), Gońca Krakowskiego (1828-1830), Muzę Nadwiślańską (1823), Rozrywki Przyjemne i Pożyteczne (1826-1827, od t. 5 pod zmienionym tytułem: Flora Polska czyli...), Kurier Krakowski Płci Pięknej i Literaturze Poświęcony (1827), Wandę - tygodnik mód i nowości (?) oraz Poezje i Romanse tudzież Pisma Rozmaite (1823). Jednak większość z tych tytułów ukazywała się jedynie przez rok lub dwa i nigdy nie zyskała szerszego i stałego kręgu czytelników. Czasopisma te, w dużej mierze, zapełniał własnymi utworami i przekładami.

## Twórczość
Jego debiutem literackim (1810) była komedia Dla króla i ojczyzny wszyscy w mundurach. W ten sposób rozpoczął długoletnią współpracę z teatrem, głównie ze sceną krakowską. Pisał sztuki teatralne oparte m.in. na motywach historycznych i folklorze krakowskim, np.
- Kazimierz Wielki król chłopów, 1820
- Brózda, wójt łobzowski, 1820
- Wesele na Pocieszce, 1822
- Dwory polskie z XVII wieku, czyli córka miecznika, 1850

Pisał także opowiadania i poematy (Wisk..., 1820).

### Dzieła i utwory
1. Dla króla i ojczyzny wszyscy w mundurach. Komedia, wyst. Warszawa 15 czerwca 1810, niewydana, (przeróbka z niemieckiego: "Gazeta Warszawska" 1810, nr 49 dod.)
2. Pan Drzymała, czyli tajemne zaślubienie. Komedia w 2 aktach, wyst. Kraków maj 1817, niewydana; według F. W. Zieglera (Estreicher I 1870, 406) lub przeróbka z francuskiego (K. Estreicher: Teatra... t. 1, s. 209)
3. Towarzystwo dobroczynności. Komedia w 1 akcie, wyst. Kraków 23 sierpnia 1817, niewydana
4. Pomniki Aleksandra. Scena liryczna, wyst. Kraków 11 września 1817; fragm. "Pszczółka Krakowska" 1819, t. 1, s. 25-29, 121-126; całość wyd. Kraków 1820
5. Jan Sobieski, król polski. Dramat w 5 aktach, wyst. Kraków 21 lutego 1818, niewydana, (według Estreichera I 1870, 349: dramat ten nie ma nic wspólnego z poz. 31)
6. Niedowierzanie i przekora, czyli wet za wet. Komedia w 1 akcie, wyst. Kraków 1818, "Poezje i Romanse tudzież Pisma Rozmaite" 1823, t. 2, s. 57-104 i osobno Kraków 1823, (według J.M. Dieulafoy: Défiance et malice)
7. Wielki kontrabant, czyli denuncjanci skarbowi. Komedia w 1 akcie, wyst. Kraków 1818, niewydana
8. Kazimierz Wielki i Brózda. Powieść historyczna, "Pszczółka Krakowska" 1819, t. 1, s. 235-253; przedr. "Rozmaitości" (Lwów) 1820, nr 74, 76; (zobacz też poz. 15)
9. Kobiety, czyli strach w zameczku. Komedia w 3 aktach, wyst. Kraków 14 grudnia 1819, fragm. "Pszczółka Krakowska" 1820, t. 3, s. 145-156; rękopis: Ossolineum, sygn. 10555/I; (według powieści A. Mostowskiej: Strach w zameczku)
10. Wisk. Poemat żartobliwy w 4 pieśniach, "Pszczółka Krakowska" 1820, t. 1, s. 105-110, 125-130, 133-138, 145-150
11. Wolna gromada. 9Satyra), "Pszczółka Krakowska" 1820, t. 1, s. 113-118; wyd. następne Kraków 1828
12. Mieczysław I i Oda. Powieść historyczna, "Pszczółka Krakowska" 1820, t. 1, s. 207-210, 217-223
13. Młodość Zygmunta Augusta. Powieść polska, "Pszczółka Krakowska" 1820, t. 1, s. 235-241, 248-252; t. 2, s. 2-7; wyd. następne Kraków 1843 (razem z poz. 49)
14. Mysz, czyli okropne znalezienie panny Balbiny. Poema w 2 pieśniach. Przez autora "Wiska", "Pszczółka Krakowska" 1820, t. 2, s. 217-229, 244-258
15. Kazimierz Wielki, król chłopków, i Brózda, wójt łobzowski. Opera w 3 aktach, wyst. Kraków 2 lipca 1820 (pt. Król chłopków, czyli Kazimierz Wielki i Brózda), fragm. "Pszczółka Krakowska" 1820, t. 3, s. 25-34; całość "Pszczółka Krakowska" 1822, t. 3, s. 113-138, 145-187 i osobno Kraków 1822 (odb. z "Pszczółki Krakowskiej" z kilkoma odmiennymi szczegółami); przedr. "Poezje i Romanse tudzież Pisma Rozmaite" 1823, t. 1, s. 117-138, 145-187; egz. druku z rękopiśmiennymi poprawkami, wstawkami i notatkami w rękopisie Ossolineum, sygn. 11533/I; muzyka: J. Wygrzywalski; B. Boguński (1821, w Poznaniu); treść według wcześniejszej powieści (zobacz poz. 8)
16. Pierwsza miłość Kościuszki. Scena liryczna, wyst. Kraków lato 1820, "Pszczółka Krakowska" 1820, t. 4, s. 18-40 i odb. Kraków 1820
17. Listy o okolicach Ojcowa. (I-IV), "Pszczółka Krakowska" 1820, t. 3, s. 171-185, 268-279; "Muza Nadwiślańska" 1823, t. 1, s. 103-112
18. Opis święta narodowego założenia mogiły Tadeuszowi Kościuszce w d. 16 października 1820 na górze Bronisławy pod Krakowem, "Pszczółka Krakowska" 1820, t. 4, s. 56-69, 135-139, 177-185, 237-241 i odb. Kraków 1820
19. Miłośnicy teatru. Komedia w 1 akcie, fragm. "Pszczółka Krakowska" 1820, t. 4, s. 93-100; autorstwo według Estreichera I (1870), 349
20. Świstek filozoficzny. Podróż do Szarogrodu. (Powieść), "Pszczółka Krakowska" 1820, t. 4, s. 106-113, 152-163, 243-260; "Pszczółka Krakowska" 1821, t. 1, s. 84-91, 243-256; t. 2, s. 169-184; t. 3, s. 106-119, 205-221; "Pszczółka Krakowska" 1822, t. 1, s. 204-220; (naśladowanie Podróży do Ciemnogrodu S. K. Potockiego)
21. Parafianie. Poemat żartobliwy w 2 pieśniach. Przez autora "Wiska", "Pszczółka Krakowska" 1821, t. 1, s. 50-67, 137-161
22. Kościuszko nad Sekwaną. Opera narodowa w 2 aktach, wyst. Kraków 24 czerwca 1821 (pt. Kościuszko nad Sekwaną i polscy ułani), wyd. Kraków 1821; wyd. następne ("pirackie") Kraków (Warszawa) 1821; muzyka: F. S. Dutkiewicz; według K. Holtei: Der alte Feldherr
23. Wielki świat. Poemat heroiczno-komiczny w 6 pieśniach. Przez autora "Parafianów", fragm. (pieśń I–II) "Pszczółka Krakowska" 1821, t. 3, s. 277-294; "Pszczółka Krakowska" 1822, t. 2, s. 37-48
24. Elżbieta Kikuta. Powieść historyczna, "Pszczółka Krakowska" 1821, t. 4, s. 111-123
25. Burmistrz oberżysta. Krotofila w 2 aktach, wyst. 6 grudnia 1821, fragm. "Pszczółka Krakowska" 1822, t. 1, s. 103-114; całość wyd. Kraków (1822); według N. Brazier, P.F. A. Carmouche, J.T. Merle
26. Ali Basza Janiny. Krotofila w 2 aktach, wyst. Kraków 16 maja 1822, "Pszczółka Krakowska" 1822, t. 2, s. 175-225 i odb. Kraków 1822; (treść sztuki osnuta na wypadkach współczesnych autorowi, zobacz: Upadek tyrana Alego, baszy Janiny, "Pszczółka Krakowska" 1821, t. 4, s. 84-86)
27. Wesele na Pocieszce. Opera narodowa w 1 akcie (inne tytuły: Krakowskie wesele na Pocieszce; Po pijanemu; Oberża pod koszem kwiatów; Powrót Stanisława żołnierza), wyst. Kraków 14 lipca 1822, fragm. "Pszczółka Krakowska" 1822, t. 3, s. 48; całość "Muza Nadwiślańska" 1823, t. 1, s. 2-44 i odb. Kraków 1823; przedr. K. Bartoszewicz w: Księgi humoru polskiego t. 4, Petersburg 1897; muzyka: J. Wygrzywalski; J. Krzesiński (1841); W. Szlagórski (około roku 1850)
28. Historia Marka Jakimowskiego, Polaka. Rzecz prawdziwa, "Pszczółka Krakowska" 1822, t. 3, s. 3-16, 191-200, 206-222
29. Dziecię. Powieść prawdziwa polska z dawnego rękopisu przerobiona, "Pszczółka Krakowska" 1822, t. 4, s. 39-56; przedr.: "Poezje i Romanse tudzież Pisma Rozmaite" 1823, t. 2, s. 39-56; "Goniec Krakowski" 1831, nr 226-230
30. Pielgrzym z Tęczyna, czyli obraz dobroczyńcy. Komedia w 3 aktach, wyst. Kraków 9 marca 1823; "Muza Nadwiślańska" 1823, t. 2, s. 1-88 i odb. Kraków 1823
31. Król Jan Sobieski, czyli oblężenie Trembowli. Dramat w 4 aktach, wyst. Kraków przed rokiem 1824, (inny tytuł: Chrzanowska, czyli oblężenie Trembowli – tak wystawiono w Krakowie w roku 1862, zobacz "Dziennik Literacki" 1862, nr 17), niewydany, (porównaj poz. 5)
32. Pan Kasper z Olkusza, czyli kiermasz w Krzeszowicach. Komedioopera w 2 aktach, wyst. Kraków 27 stycznia 1824, fragm. "Kurier Krakowski" 1827, nr 2; (muzyka: J. Wygrzywalski; przeróbka z francuskiego; prawdopodobnie identyczna z poz. 66?)
33. Nauczka z pistoletami. Komedia w 2 aktach, powst. 1824, niewydana; inform. Estreicher I (1870), 349; według A.F. Kotzebue(?); współcześnie (od roku 1811) grana była komedia A.F. Kotzebuego: Pistolety ślepo nabite
34. Franuś pod Raszynem. Powieść prawdziwa, "Rozrywki Przyjemne i Pożyteczne" 1826, t. 1, s. 23-45
35. Panienka z pensji, czyli nowy Don Kiszot. Romans prawdziwy, "Rozrywki Przyjemne i Pożyteczne" 1826, t. 2, s. 13-88
36. Przypadki pana Stanisława Czerwonki przez niego opowiadane. Z rękopismów p. Moraczewskiego, rotmistrza pancernego, w drugiej połowie XVII wieku pisanych, "Rozrywki Przyjemne i Pożyteczne" 1826, t. 3, s. 22-42 (fragm.: Grzesio i król Jan Kazimierz); t. 5, s. 3-29; t. 6, s. 3-30; wyd. osobne Warszawa 1829
37. Szlachcic w pułapce. Romans prawdziwy, "Rozrywki Przyjemne i Pożyteczne" 1826, t. 3, s. 49-65; przedr. "Rozmaitości Krakowskie" 1834, nr 35-36
38. Prolog na rocznicę uroczystości ogłoszenia ustawy konstytucyjnej dla Rzeczypospolitej Krakowskiej, w dniu 11 września 1826 obchodzoną, dany w Teatrze Narodowym, "Flora Polska, czyli Rozrywki Przyjemne i Pożyteczne" 1826, t. 5, s. 30-32
39. Wiadomość historyczno-krytyczna o pismach periodycznych w Polszcze, "Flora Polska, czyli Rozrywki Przyjemne i Pożyteczne" 1826, t. 5, s. 34-64; t. 6, s. 37-61; "Flora Polska, czyli Rozrywki Przyjemne i Pożyteczne" 1827, t. 8, cz. 1, s. 37-44; przedr. zmieniony: O pismach periodycznych polskich, "Motyl" 1829, nr 1, 4, 8, 10; polemika zobacz "Rozmaitości" (Lwów) 1827, nr 3
40. Brzytweida. Poema w 4 pieśniach, "Flora Polska, czyli Rozrywki Przyjemne i Pożyteczne" 1826, t. 6, s. 31-36; "Flora Polska, czyli Rozrywki Przyjemne i Pożyteczne" 1827, t. 7, s. 5-15; t. 8, cz. 1, s. 3-19; cz. 2, s. 3-14
41. Historia szarego płaszcza, znaleziona w jego rękawie. (Powieść), "Flora Polska, czyli Rozrywki Przyjemne i Pożyteczne" 1827, t. 7, s. 16-21; t. 8, cz. 1, s. 20-30; cz. 2, s. 34-42; przedr. "Rozmaitości Krakowskie" 1834, nr 33-34
42. Marysia z Andrychowa. Powieść z roku 1793 i 1794, fragm.(?) "Flora Polska, czyli Rozrywki Przyjemne i Pożyteczne" 1827, t. 8, cz. 1, s. 45-76; przedr. "Rozmaitości Krakowskie" 1834, nr 14-18, 28-37
43. Damy romansowe. Komedia (inny tytuł: Damy romantyczne), wyst. Kraków 30 grudnia 1830, niewydana; według M.E.G. Théaulon: Les Femmes romantiques; autorstwo według K. Estreichera (Teatra... t. 1, s. 256-257); Estreicher I (1870), 391 zna jedynie przeróbkę K. Łopuszańskiego
44. 24 widoków miasta Krakowa i jego okolic, zdjętych podług natury przez J. N. Głowackiego zeszyt 1-6, Kraków 1832-1836; wyd. następne: Kraków (1848); objaśnienia w językach: polskim, francuskim i niemieckim; tekst polski Majeranowskiego
45. Przewodnik krakowski na rok 1835, obejmujący w sobie kalendarz rzymski, ruski, żydowski i mahometański, genealogię panujących w Europie, szematyzm wszelkich władz krajowych Wolnego Miasta Krakowa, rys historyczno-statystyczny tegoż kraju..., Kraków 1835
46. Dwaj sierżanci. Komedia w 3 aktach, wyst. Kraków 14 października 1840, niewydana; według J.B. d’Aubigny (J.M. Baudouin)
47. Pan Marchewka, czyli mała intryga w małym miasteczku. Komedia w 3 aktach, wyst. Kraków 3 kwietnia 1842, niewydana
48. Historia żon. Z najpewniejszych kronik zebrał... t. 1-2, Kraków 1842; na karcie tytułowej t. 1 błąd w dacie wydania: 1824(!)
49. Rej z Nagłowic. Przysłowia w 3 aktach, wyst. Kraków 8 stycznia 1843, wyd. Kraków 1843 (razem z poz. 13); komedia "napisana w myśl przyłączonej powieści", zobacz poz. 13
50. Przeszłość i teraźniejszość. Prolog napisany na otwarcie teatru pod nową antrepryzą w Krakowie, wyst. Kraków 11 listopada 1843, wyd. Kraków 1843
51. Hrabianka Krasińska. Komedia w 3 aktach, wyst. Kraków 26 listopada 1843, niewydana
52. Jan Kazimierz na łowach. Obrazek dramatyczny w 3 odsłonach (inny tytuł: Pan Czerwonka, czyli król Jan Kazimierz na łowach), wyst. Kraków 28 stycznia 1844, fragm. "Dwutygodnik Literacki" 1844, nr 16; całość wydana Kraków 1855
53. Pamiątka z Krzeszowic, czyli zbiór wszystkich opisów tego ustronia wierszem i prozą, ze wspomnieniem Artura hr. Potockiego połączony, Kraków 1846
54. Urszula Meierin. Dramat w 5 aktach (inny tytuł: Śmierć Zygmunta III, czyli panna Urszula), wyst. Kraków 2 lutego 1846, fragm. w recenzji H. Mecieszewskiego, "Biblioteka Naukowego Zakładu im. Ossolińskich" 1847, t. 2, s. 51-83, 185-198, 284-320
55. Wojna o emancypację kobiet. Komedia, wyst. Kraków 1847, niewydana; inform. Estreicher I (1870), 406; przeróbka z niemieckiego
56. Zamek Ogrodzieniec. Powieść historyczna z XIII wieku, Kraków 1847
57. Studnia artezyjska. Komedioopera w 4 aktach, wyst. Kraków 1848, fragm.: Śpiewki narodowe ze Studni artezyjskiej i krakowiaki z Wesela krakowskiego (Drozdowskiego-Wygrzywalskiego), Kraków 1848; rękopis: Biblioteka Teatru im. Słowackiego, Kraków, sygn. 367
58. Koniec panowania Stanisława Augusta. Dramat w 5 aktach, fragm.: Noc 4 listopada. Ustęp z nie wydanego dotąd dramatu..., Kraków 1848
59. Sen i przeczucia Kościuszki w latach 1790, 1814 i 1815, Kraków 1848
60. Kronika czterdziestu dni Krakowa 1848, poprzedzona prologiem dziejów Polski i Krakowa, Kraków 1848 (2 wydania)
61. Dwory (albo: Domy) polskie w XVIII wieku, czyli córka miecznika. Dramat w 5 aktach, wyst. Kraków 21 maja 1850; rękopis: Biblioteka Jagiellońska, sygn. 4470, (treść osnuta na powieści poetyckiej A. Malczewskiego: Maria)
62. Kady Bagdadu. Komedia w 3 aktach, niewydana; inform. Estreicher I (1870), 349; być może jest to przekł. libretta opery F. A. Boieldieu: Kalif Bagdadu (wyst. Kraków 6 grudnia 1821)?
63. Królowa Bona i Wolter. Komedia w 1 akcie, niewydana; inform. Estreicher I (1870), 349
64. Pieśń huzara węgierskiego o kampanii roku 1809, Kraków brak roku wydania, (współautor: K. Soczyński)
65. Ślusarze. Komedia patriotyczna, niewydana; informacja jak wyżej poz. 62
66. Trzy dni w Krzeszowicach. Komedia w 1 akcie, niewydana; inform. jak wyżej poz. 55; według F. de Courcy, E.A. Scribe i de Seuntier; Zobacz też poz. 32
67. Dwaj Ruszczyce. Dramat w 5 aktach, niewydany; inform. jak wyżej; akty 4-5 niedokończone.

Artykuły, wiersze i opowiadania swe zamieszczał w czasopismach: "Biblioteka Naukowego Zakładu im. Ossolińskich" (1847); "Dwutygodnik Literacki" (1844); "Flora Polska, czyli Rozrywki Przyjemne i Pożyteczne" (1827); "Gazeta Krakowska" (1830-1849); "Goniec Krakowski" (1828–1831); "Krakus" (1822); "Kronika Codzienna Krajowa i Zagraniczna" (1823); "Kurier Krakowski" (1827); "Muza Nadwiślańska" (1823); "Pamiętnik Lwowski" (1818); "Pielgrzym z Tęczyna" (1823); "Poezje i Romanse tudzież Pisma Rozmaite" (1823); "Pszczółka Krakowska" (1819-1822); "Pszczółka Polska" (1823); "Rozmaitości" (Lwów 1820, 1827); "Rozmaitości Krakowskie" (1834); "Rozrywki Przyjemne i Pożyteczne" (1826-1827); "Telegraf" (1821).
Kilka wierszy Majeranowskiego przedrukował P. Hertz w: Zbiór poetów polskich XIX w. księga 1, Warszawa 1959.

### Utwory o niepewnym autorstwie
1. Dwaj lichwiarze. Komedia, wyst. Kraków 1818; fragm. podpisany krypt. NN., "Pszczółka Krakowska" 1819, t. 1, s. 69-73
2. Historia Zuzi. (Powieść), "Pszczółka Krakowska" 1820, t. 1, s. 10-13, 19-24, 47-50, 66-69, 78-81, 87-90
3. Reduta. Powieść, "Pszczółka Krakowska" 1820, t. 1, s. 130-132, 138-144
4. Trzy mężatki. Powieść, "Pszczółka Krakowska" 1820, t. 1, s. 155-164, 175-180, 186-190
5. Zielona wstążeczka. Powieść prawdziwa, "Pszczółka Krakowska" 1820, t. 2, s. 117-120, 130-136
6. Mieszko z Olsztyna. Powieść polska z XIII wieku, "Pszczółka Krakowska" 1821, t. 3, s. 75-93
7. Kantata (śpiewana na uroczystości zatwierdzenia na nowo prezesem senatu Rzeczypospolitej Krakowskiej hr. Stanisława Wodzickiego, 9 grudnia 1821), "Pszczółka Krakowska" 1821, t. 4, s. 257-260 i osobno Kraków 1821
8. Wiersz do Stanisława hr. Wodzickiego z powodu wybrania go przez naród po trzeci raz prezesem Rzeczypospolitej Krakowskiej, "Pszczółka Krakowska" 1821, t. 4, s. 260-261 i osobno Kraków 1821
9. Śpiewki noworoczne do Krakowiaków i górali J. N. Kamińskiego, "Pszczółka Krakowska" 1822, t. 1, s. 7-11
10. Śpiewki do komedioopery L.A. Dmuszewskiego Woltyżer, "Pszczółka Krakowska" 1822, t. 1, s. 22-24
11. Kantata śpiewana przez członków Towarzystwa Muzycznego w imieniny prezesa, ks. S. hr. Sierakowskiego, "Krakus" 1822, nr 16
12. Diabli w Radziwiłłowskim pałacu. Zdarzenie prawdziwe, "Pszczółka Krakowska" 1822, t. 2, s. 103-114
13. Pamiętniki Polaka, który służył w wojsku francuskim w latach 1806 i 1807, "Pszczółka Krakowska" 1822, t. 2, s. 229-239; t. 3, s. 17-32, 36-48, 54-64, 70-80, 84-96, 105-112, 138-144
14. Kantata śpiewana przez Towarzystwo Przyjaciół Muzyki w dniu imienin M. Knotza, 24 lutego 1822, "Krakus" 1822, nr 41
15. Wędrówka syna Melpomeny. Historia za butelkę piwa i talerz sztufady nabyta, (ogł. pod kryptonimem: Joz Kar...ko...ki), "Kurier Krakowski" 1827, nr 6-11; (według O. Goldsmitha)
16. Tygodniczek panny Zofii Zuborowskiej, podczaszanki ziemi czerskiej. Wypisany z rękopismu z roku 1758, "Rozmaitości Krakowskie" 1834, nr 19-23.

### Przekłady i tłumaczenia
1. Voltaire: Brutus. Tragedia w 5 aktach, wyst. Kraków czerwiec 1818, fragm. "Pszczółka Krakowska" 1820, t. 4, s. 213-222
2. P.L. Belloy: Gabriela de Vergis. Tragedia w 5 aktach, wyst. Kraków 1821, niewydana; inform. K. Estreicher: Teatra... t. 1, s. 219; Estreicher I (1870), 365
3. C.J. Delavigne: Nieszpory sycylijskie. Tragedia w 5 aktach, "Pszczółka Krakowska" 1821, t. 2, s. 113-136; t. 3, s. 17-38; t. 4, s. 22-45; "Pszczółka Krakowska" 1822, t. 1, s. 87-97; t. 2, 17-27; wyd. osobne Kraków 1822
4. Klauren (K. G. S. Heun): Zielony płaszczyk z Wenecji. Prawdziwe zdarzenie z r. 1813 t. 1-2, Kraków 1826
5. Kocioł garnkowi przygania. (Komedia?), powst. 1827, niewydana; inform. Estreicher I (1870), 406
6. T. Barrière: Ulicznik paryski. Komedia w 3 aktach, wyst. Kraków przed rokiem 1839, wyd. Poznań 1928 "Naród sobie!"; rękopis: Biblioteka Jagiellońska, sygn. 4518 (pt. Niedorostek, czyli ulicznik paryski)
7. V. Hugo: Ruy Blas. Dramat w 5 aktach, wyst. Kraków 3 kwietnia 1841, niewydany; autorstwo przekł. według "Czasu" (1860, nr 269); liczne odstępstwa od oryginału ze względu na cenzurę polityczną i obyczajową; Estreicher nie notuje tego dramatu
8. Ch. P. Kock: Historia mężów, Kraków 1842
9. Trafiła kosa na kamień. Komedia, wyst. Kraków 1843; rękopis: Biblioteka Jagiellońska, sygn. 4522; autorstwo przekł. według M. Romankówny ("Pszczółka Krakowska" 1819-1822, Kraków 1939, s. 17)
10. R.J. Benedix: Doktor Wespe. Komedia w 3 aktach, wyst. Kraków 1847 (po raz pierwszy?), niewydana; inform. K. Estreicher: Teatra... t. 2, s. 136; Estreicher I (1870), 365
11. E.A. Scribe: Diamenty koronne, czyli fałszerze monet. Melodramat w 5 aktach. wyst. Kraków 1848; muzyka: D. F. Auber; inform. Estreicher I (1870), 406
12. R.J. Benedix: Wujaszek całego świata. Komedia w 3 aktach, wyst. Kraków 1849, niewydana; inform. K. Estreicher: Teatra... t. 2, s. 269; Estreicher I (1870), 365
13. A. Pauli: Wódka nie jest trucizną, jest napojem dobroczynnym i ochronnym przeciw cholerze, Kraków 1850
14. Zawieszenie broni. Komedia w 2 aktach, wyst. Warszawa 1852 (po raz pierwszy?), niewydana
15. J.F. A. Bayard, T.M. F. Sauvage: Rękawiczki i wachlarz. Komedia w 3 aktach, niewydana, inform. Estreicher I (1870), 364
16. C. Varin, V. Ducange, Saint-Marcellin (J.V. Fontanes) i in.: Morderca, czyli poświęcenie się synowskie. Dramat w 5 aktach, niewydany, inform. Estreicher I (1870), 397
17. Dominikanie francuscy. Dramat w 4 aktach, niewydany, inform. Estreicher I (1870), 406
18. Dwa parawany. Komedia w 1 akcie, niewydana, inform. Estreicher I (1870), 406; a może jest to przekład libretta M.J. Paina do opery F. A. Boieldieu, granej ówcześnie (od roku 1819) w Warszawie pt. Nic nadto, czyli dwa parawany?
19. Klemencja Waldemar, czyli malarz dla miłości. Dramat w 3 aktach, niewydany, inform. jak wyżej poz. 17
20. Zorajda. Opera w 2 aktach, niewydana, inform. jak wyżej poz. 17; a może jest to przekład libretta opery Rossiniego Zorajda (wyst. Kraków 1 lipca 1822)?
21. Cień prababki, czyli zamieszanie. Komedia z niemieckiego przełożona w 5 aktach, rękopis: Ossolineum, sygn. 10509/I.

Pomniejsze przekłady Majeranowskiego ogłaszano w czasopismach (jak wyżej Ważniejsze dzieła i utwory).

### Listy
- Do Jana Śniadeckiego z roku 1822, rękopis: Biblioteka Jagiellońska, sygn. 3131.

## Recepcja twórczości
Majeranowski w swojej twórczości pisarskiej dopuścił się licznych fałszerstw. Publikowane na łamach wydawanych przez niego czasopism opisy dawnych obyczajów i obrzędów ludowych okazały się literackimi mistyfikacjami. Jego  utwory przyczyniły się do odnowienia niektórych obrzędów takich jak Lajkonik czy Rękawka. 